# 伊萨伊·施瓦茨
伊萨伊·施瓦茨（法語：Isaïe Schwartz，1876年1月15日—1952年7月21日）出生於今天法國大東部大區下萊茵省的特雷奈姆，曾擔任法國猶太教首席拉比。

## 生平
年輕時被送進猶太學堂，接著攻讀法國猶太神學院，畢業後首先在馬賽擔任實習拉比，之後輪調到巴约讷成為正式拉比，接著在波爾多擔任首席拉比到1919年，第一次世界大戰結束之後，他被指派到阿尔萨斯擔任首席拉比。
1939年6月23日前任法國首席拉比以色列·萊維逝世，因此伊萨伊·施瓦茨接任法國首席拉比。

## 受獎
- 1925年：法國榮譽軍團勳章[2]